# جيوفري غوردون
جيوفري غوردون (بالإنجليزية: Geoffrey Gordon)‏ هو ملحن أمريكي، ولد في القرن العشرين.

## وصلات خارجية
- الموقع الرسمي